# Gann (Ohio)
Pour les articles homonymes, voir Gann.
Gann est un village américain situé dans le comté de Knox, dans l'Ohio. Selon le recensement de 2010, sa population est de 125 habitants.